# Lappula
Lappula es un género de plantas con flores perteneciente a la familia Boraginaceae.  Comprende 215 especies descritas y de estas, solo 54 aceptadas.

## Descripción
Generalmente son plantas anuales. Cáliz profundamente 5-hendido, apenas ampliado en la fruta. Corola forma de embudo a ± campanulada, de color azul, a veces blanco.  Fructificación con pedicelos cortos. Núculas erectas, ovoides, triangulares u ovaesl, de superficie tuberculada-verrucosa.

## Taxonomía
El género fue descrito por Conrad Moench y publicado en Methodus Plantas Horti Botanici et Agri Marburgensis : a staminum situ describendi 416–417. 1794. La especie tipo es: Lappula myosotis Moench. 

## Especies seleccionadas
- Luppula affinis
- Luppula aktaviensis
- Luppula alaica
- Luppula americana